# 아르투르 이오니처
아르투르 이오니처(루마니아어: Artur Ioniță, 1990년 8월 17일 ~ )는 몰도바의 축구 선수로 현재 이탈리아 세리에 B의 베네벤토 칼초에서 미드필더로 뛰고 있으며 주로 왼쪽 윙어를 담당하고 있다.

## 클럽 경력
아르투르 이오니처는 2007년에 몰도바 축구 클럽 짐브루 키시너우에서 프로 데뷔를 했다. 2008-2009 시즌 동안 그는 이스크라 스탈 르브니차에서 뛰었다. 2009년부터 2014년까지 그는 FC 아라우에서 뛰며, 팀의 스위스 슈퍼리그 승격을 도왔다.

## 국가대표팀 경력
아르투르 이오니처는 스위스와의 2010년 FIFA 월드컵 유럽 지역 예선에서 몰도바 축구 국가대표팀 첫 데뷔를 치렀다. 그는 몬테네그로를 5-2로 이긴 경기에서 국가대표팀 첫 득점을 해냈고, 몰도바에서 1-1로 비긴 리투아니아전에서 다시 득점을 했다.

## 수상

### 클럽
이스크라 스탈 르브니차
- 디비지아 나치오날러 : 3위 (2008-09)

 FC 아라우
- 스위스 챌린지리그 : 우승 (2012-13), 준우승 (2011-12)

### 개인
- 몰도바 올해의 선수 : 2014